# Siegmund Jakob Baumgarten
Siegmund Jakob Baumgarten (Wolmirstedt, 1706. március 14. – Halle, 1757. július 4.) német teológus és egyetemi tanár. Testvére a filozófus Alexander Gottlieb Baumgarten volt. A Hallei Egyetemen tanult. A német deizmus követője volt.

## Művei
- Dissertatio theologica de dictis Scripturae Sacrae probantibus. Halle, 1735
- Dissertatio theologico-moralis de gradibus peccatorum. Halle, 1736
- Disputatio prima de Scriptura Sacra. Halle, 1739
- Examen miraculi legionis fulminatricis contra Thomam Woolstonum. Halle, 1740
- Programmata cum appendice epistolarum. Halle, 1740
- Dissertatio theologica exhibens demonstrationem extra ecclesiam non dari salutem. Halle, 1742
- Historia trisagii. Halle, 1744
- Examen variarum opinionum de regno posterorum Abrahami in Aegypto. Halle, 1744
- Auszug der Kirchengeschichte, von der Geburt Jesu an. (4 Bde.). Halle, 1743–62
- Theses theologicae elementa doctrinae sanctioris … complexae. Halle, 1746
- Nachrichten von einer hallischen Bibliothek (8 Bde.). Halle, 1748–1751
- Nachrichten von merkwürdigen Büchern (12 Bde.) Halle, 1752–58
- Abris einer Geschichte der Religionsparteien, oder gottesdienstlichen Geselschaften, und derselben Streitigkeiten so wol als Spaltungen, ausser und in der Christenheit. Halle, 1755